# Terrorgruppe
I Terrorgruppe (lett. gruppo terroristico) sono stati un gruppo hardcore punk tedesco, formati nel 1993 a Berlino.
I Terrorgruppe si caratterizzavano per un punk in lingua tedesca, con una miscela che loro hanno definito Aggropop. I testi trattano delle tematiche tipiche del Punk Pathetique e sono influenzati da un forte messaggio anarchico. Molti brani trattano della cultura tedesca, del problema della violenza dell'estrema destra e dello Stato. Musicalmente, i Terrorgruppe hanno subito influenze ska punk e pop punk. Proprio per queste influenze, la formazione ha utilizzato il termine Aggropop per descrivere le loro sonorità.

## Storia
Il gruppo viene formato nel febbraio del 1993 dal cantante e chitarrista Archi "MC" Motherfucker, precedentemente negli Inferno, il chitarrista Johnny Bottrop e il batterista Hermann von Hinten. Si aggiunge presto il bassista Ice Tüte, sostituito nel 1994 da Fritz Spritze e successivamente da Zip Schlitzer. Il 16 dicembre 1996 i Terrorgruppe entrano nella classifica dei singoli tedeschi alla 97ª posizione assieme ai Toten Hosen con Rockgiganten vs. Straßenköter. Nel 1998 Hermann v. Hinten viene sostituito da Steve Maschine West alla batteria, mentre nel 2001 Slash Vicious prende il posto di Zip Schlitzer.
Nel 1998 condividono il palco con formazioni come NOFX, Die Toten Hosen e Die Ärzte, successivamente faranno concerti anche con i ZSK ed i WIZO. Nel 2002 pubblicano l'album live Blechdose.
Nel 1999 partecipano con una canzone alla colonna sonora del lungometraggio Oi! Warning dei fratelli Benjamin e Dominik Reding. Nel 2004 i Terrorgruppe terminano le loro attività concertistica, mentre nel novembre del 2005 Archi scioglie la band per iniziare un'attività da solista.
Johnny Bottrop e Slash Vicious suonano attualmente nei The Bottrops con i quali hanno pubblicato nel 2007 il loro primo album di studio.

## Formazione

### Ultima
- Archi "MC" Motherfucker - voce, chitarra
- Steve Maschine West - batteria
- Johnny Bottrop - chitarra
- Slash Vicious - basso

### Ex componenti
- Ice Tüte - basso
- Fritz Spritze - basso
- Zip Schlitzer - basso

## Discografia

### Album studio
- 1995 - Musik Für Arschlocher (Universal/Polygram)
- 1996 - Melodien Für Milliarden (Universal/Polygram)
- 1997 - Über Amerika (BYO)
- 1997 - Punkcerialien (Alternatio)
- 2004 - Keiner Hilft Euch (Destiny)
- 2005 - Fundamental (Destiny)
- 2006 - One World (PIAS)
- 2006 - Rust in Pieces (Destiny)
- 2008 - 1 World: 0 Future (Epitaph)

### Album dal vivo
- 2003 - Blechdose/Jewelcase (Destiny)

### Partecipazioni a raccolte
- 1997 - Nonstop Aggropop 1977-97 (2-CD, Alternatio)
- 1999 - Short Music for Short People
- 2004 - Schöne Scheisse (Destiny)

### EP
- 2000 - Enemy Number One (Epitaph)